# Esther aux portes du palais
Esther aux portes du palais – ou L'Arrivée d'Esther devant Suse – est un tableau réalisé vers 1475 par le peintre florentin Sandro Botticelli et son élève Filippino Lippi. Cette tempera sur bois est un panneau latéral du premier des deux cassoni que ces artistes ont décorés avec la série de peintures appelée Scènes de l'histoire d'Esther, laquelle représente des passages de l'Ancien Testament consacrés à Esther. L'œuvre montre la jeune Juive arrivant devant les murailles du palais d'Assuérus à Suse. Elle est conservée dans les collections du musée des beaux-arts du Canada, à Ottawa.